# 루바족

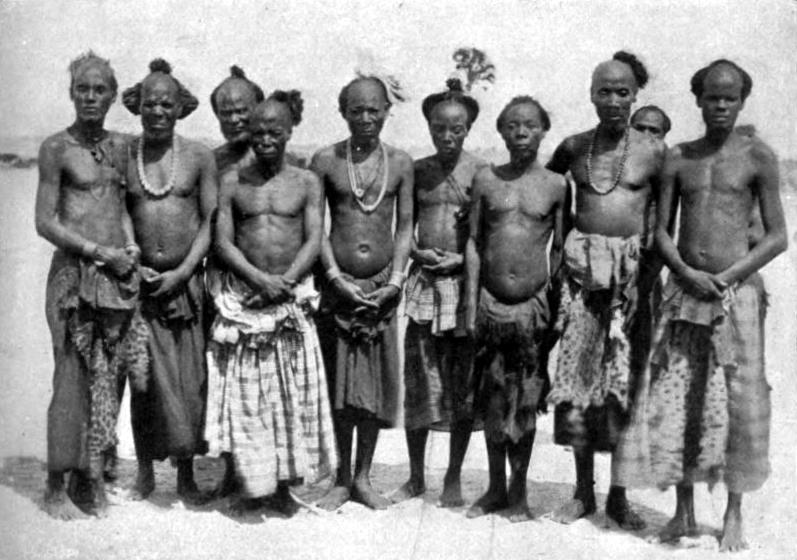

루바족(Luba, Baluba)은 콩고민주공화국 중남부에 거주하는 반투계 민족 집단으로, 대부분은 콩고민주공화국 영내의 구 카탕가주와 주변 지역에 거주한다. 여러 하위집단이 있는데, 크게 루바 카사이와 루바 샤바의 두 집단으로 나눌 수 있다.
고고학적 증거에 따르면 이들은 서기 5세기경에 우펨바 저지대에서 호수와 습지 주변에 정착지들을 형성하고 조직화된 사회와 문화를 발전시켰다. 15세기에는 루바 왕국으로 불리는 통합된 국가를 형성하였으며 18~19세기 전성기에 달하여 상아와 노예 무역으로 알려졌다. 19세기 말 벨기에의 레오폴드 2세가 콩고 지역에 대한 지배권을 확립하며 이곳을 정복했다.
1960년대 식민 통치가 종식되고 콩고민주공화국이 벨기에로부터 독립하는 과정에서 루바족이 다수 거주하는 카탕가주가 모이즈 촘베의 지도 하에 카탕가국으로 분리독립을 시도했다. 루바족은 이를 둘러싸고 독립 찬성파와 반대파로 나뉘어 상호 반목했다.